# Jacques de Vau de Claye

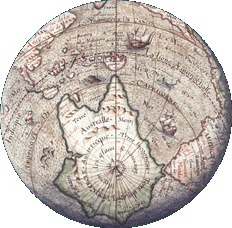
Globo terrestre di Jacques de Vau de Claye (1583)

Jacques de Vau de Claye (fl. XVII secolo) è stato un cartografo francese, esponente della scuola cartografica di Dieppe.

## Opere

### Mappa del Brasile
Nel 1579, elabora in particolare una mappa molto dettagliata delle coste e dei litorali del Brasile, grazie in particolare alle informazioni raccolte in seguito alle spedizioni francesi di Nicolas Durand de Villegagnon e del pastore protestante Jean de Léry nei territori francesi del Brasile situati intorno alla baia di Guanabara e al forte Coligny. Questa mappa del Brasile, realizzata su pergamena con manoscritti e miniature, fa parte del fondo cartografico della Biblioteca nazionale di Parigi.

### Globo terrestre
Nel 1583, realizza un globo terrestre rappresentante un immenso continente australe collegato all'Australia e formando un'unica unità terrestre. Questa rappresentazione di un tale continente australe era comune a quell'epoca da parte dei cartografi della scuola di Dieppe. I navigatori portoghesi erano all'origine di questa rappresentazione, poiché questi ultimi furono numerosi a collaborare a questa scuola di cartografia di Dieppe e ad aver navigato verso l'Asia Sud-orientale e la Cina.